# Tambor parlant
El tambor parlant o tama (Serer, Wolof, Mandinka, Bambara) gangan, dumdum (ioruba), kalangu (Hausa, Songhaï), odondo (Akan), lunna (Dagomba), karangou o kalangou, és un instrument de percussió de la família dels membranòfons originari de l'Àfrica occidental. Instruments similars existeixen a l'Índia (huruk) i al Japó (ōtsuzumi).

## Història
En la història del Senegal i Gàmbia, el tama ha estat un dels instruments musicals utilitzats en la tradició serer " woong "(el" dansa del futur circumcidat ", també anomenat " xaat a Serer, on té connotacions religioses. En la tradició xaat, la tama està formada per un conjunt de quatre tambors : Perngel, Lamb, Qiin i Tama
| «                 | Al cant del gall, el Xaat descansarà i dormirà fins al moment de la circumcisió, si se l'ha jutjat capaç de ballar el Woong, envoltat de quatre tam-tam: el Perngel, el Xai, el Qiin i el Tama | » |
| — Henry Gravrand. | |   |

Des d'un punt de vista històric, el tama (igual que el Serer junjung), era colpejat pels griots dels reis senegambians en circumstàncies particulars, per exemple quan els sobirans volien respondre als seus súbdits, o com a crida a les armes durant les guerres, o com a crida al martiri, com va ser el cas del Caos de Tahompa, i la Batalla de Naoudourou, on els serers vençuts es van suïcidar en lloc de ser conquerits per les forces musulmanes o obligats a sotmetre's a l'Islam. Tot i que el suïcidi està permès a la religió serer, ha de satisfer el " El principi de Jom ». paraula " jom significa " honor a Serer.

## Fabricació
Es tracta d'un tambor amb forma de rellotge de sorra fet de fusta de 60 cm de llarg i 20 cm de diàmetre, amb doble membrana i tensió variable. Les pells es mantenen juntes mitjançant corretges, però s'afinen i s'estiren mitjançant cordons de corda.

## Execució

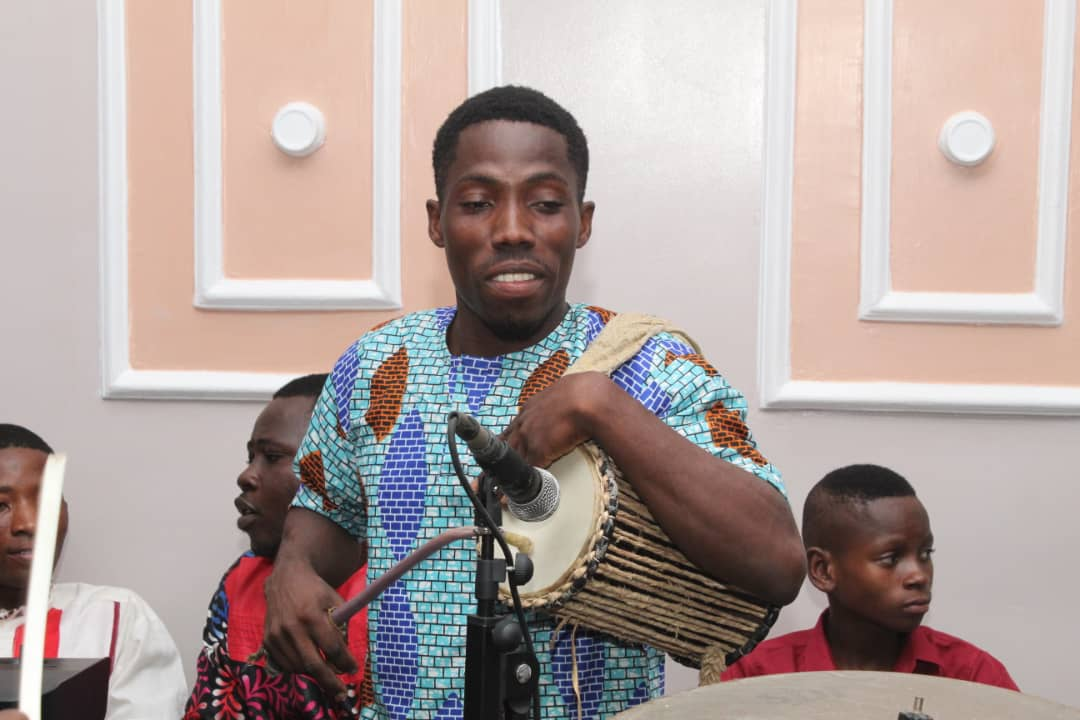
Un ayangalu amb el seu gangan sota l'aixella, a Nigèria

El so produït per un tama es pot regular molt finament, tant que es diu que " parlar ". El tama posa l'instrument sota l'aixella i el colpeja amb un pal corbat de diferents maneres variant la pressió sobre les cordes que estiren la pell, provocant sons complexos. Aquesta complexitat sonora és similar a certes llengües tonals africanes. La riquesa d'aquest mode de comunicació va ser destacada per John F. Carrington, un missioner anglès que va aprendre kele. Va escriure diversos llibres sobre el tema, inclòs Talking Drums of Africa el 1949.
El tama s'utilitza principalment a Mali, a la música Mbalax al Senegal així com a Nigèria. És un dels instruments més antics utilitzats pels griots.

## Comunicació
Els pobles d'Àfrica han utilitzat els tambors parlants com a mitjà de comunicació telegràfica durant segles. Es seleccionaven el missatges importants i es transmetien als pobles propers. Els exploradors europeus es van sorprendre al comprovar que l'anunci de la seva arribada i les seves intencions es transmetien pel bosc i anticipaven la seva arribada. Un missatge africà es pot arribar a transmetre a una velocitat de 160 km/h. En condicions ideals, el so es pot escoltar fins de 5 a 11 km.